# Кано Кокі
Кокі Кано (яп. 加納虹輝, нар. 19 грудня 1997) — японський фехтувальник на шпагах, олімпійський чемпіон 2020 та 2024 років, чемпіон світу.

## Виступи на Олімпіадах
| Олімпіада  | Дисципліна          | Місце |
| ---------- | ------------------- | ----- |
| Токіо 2020 | індивідуальна шпага | 15    |
| Токіо 2020 | командна шпага      | 1     |
| Париж 2024 | індивідуальна шпага | 1     |
| Париж 2024 | командна шпага      | 2     |